# More (Jacob Karlzon-album)
More är ett musikalbum från 2012 med Jacob Karlzon..

## Låtlista
Låtarna är skrivna av Jacob Karlzon om inget annat anges.
1. Running – 6:46
2. Nilha – 4:35
3. Dirty – 5:48
4. Between – 6:21
5. Departure – 4:55
6. The riddle (Nik Kershaw) – 7:10
7. Fool’s Fold – 5:22
8. Here to Stay (James Shaffer/Jonathan Davis/David Silveria/Brian Welch/Reginald Arvizu) – 4:49
9. Epiphany – 6:21
10. Rhododendron Rites – 2:43

## Medverkande
- Jacob Karlzon – piano, keyboard, synthesizer, programmering
- Hans Andersson – bas
- Jonas Holgersson – trummor

## Mottagande
Skivan fick ett gott mottagande när den kom ut med ett snitt på 4,0/5 baserat på sju recensioner.